# Krukow (Lauenburg)
Krukow ist eine Gemeinde im Kreis Herzogtum Lauenburg in Schleswig-Holstein.

## Geographie

### Geographische Lage
Das Gemeindegebiet von Krukow erstreckt sich im Bereich der naturräumlichen Haupteinheit Lauenburger Geest (Nr. 696) nordöstlich von Geesthacht im nördlichen Hinterland vom Naturschutzgebiet Hohes Elbufer zwischen Tesperhude und Lauenburg. Der Bach Rahbek entspringt südwestlich des Dorfes und fließt anschließend in Richtung der Nordostecke durch das Gemeindegebiet und anschließend weiter zum Augraben zur Linau. Der Forst Krukower Zuschlag erstreckt sich an der nordwestlichen Gemarkungsgrenze, das Waldgebiet Loose mit dem Forsthaus gleichen Namens an der Nordostecke.

### Gemeindegliederung
Siedlungsgeographisch gliedert sich das Gemeindegebiet in die Wohnplätze des gleichnamigen Dorfes sowie die Häusergruppe Im Bohnenbusch.

### Nachbargemeinden
Unmittelbar angrenzende Gemeindegebiete von Krukow sind:
|                                           | Gülzow                                      |            |
|                                           | Kompassrose, die auf Nachbargemeinden zeigt | Juliusburg |
| Geesthacht (Stadtteil Grünhof-Tesperhude) | Schnakenbek                                 |            |

## Geschichte
Das Dorf wird im Ratzeburger Zehntregister von 1230 erstmals urkundlich als Crukowe erwähnt. Es wurde im 11. Jahrhundert von slawischen Siedlern gegründet. Der Ortsname geht zurück auf altpolabisch *Krukov und ist eine Bildung aus altpolabisch *kruk „Rabe, Krähe“ und dem Possessivsuffix -ov und bedeutet „Siedlung bei den Krähen“.

## Politik

### Gemeindevertretung
Bei der Kommunalwahl am 14. Mai 2023 wurden insgesamt sieben Sitze vergeben. Von diesen erhielten die Krukower Wähler fünf Sitze und die Gemeinschaft Unabhängiger Krukower zwei Sitze.

### Wappen
Blasonierung: Unter einer gestürzten eingebogenen silbernen Spitze, darin ein schwarzer Rabenrumpf mit goldenem Schnabel, in Rot vorn eine goldene Glocke, hinten ein weißer Schafrumpf.